# Ligne 6 du tramway de Bâle
La ligne 6 du tramway de Bâle est composée de 35 stations allant d'Allschwil à la frontière allemande de la commune de Riehen.

## Histoire
En 1905, le tramway de Bâle ouvre une ligne 6 dans la banlieue de Allschwil. Avec les modifications apportées au réseau, des lignes ont été nombreuses, la ligne 6 n'est pas toujours eu le même itinéraire. De 1919 à 1925 et de 1947 à 1967, la ligne poursuivait son parcours jusqu'à Lörrach, de 1925 à 1939 celle-ci s'arrêtait à la frontière.
Après, la plupart des services de tramways transfrontaliers ont été supprimés. La ligne a longtemps été la seule ligne de tramway qui avait deux stations d'extrémité extérieur de la ville, de Allschwil à la frontière allemande. Sur leur route exceptionnellement longue, passe à Morgartenring avec un dépôt de tramways, Heuwaage, Barfuesserplatz, Marktplatz,  Schifflände, Messeplatz, Badischen Bahnhof, Eglisee (ce n'est pas un lac, mais une banlieue urbaine avec jardin) et le centre du village de Riehen. Dans les années 1980, la desserte était par des Be 4/4, les tramway électriques les plus couramment utilisés. Sur les lignes 6 et 14, respectivement Be-4/6-Gelenktriebwagen ont été utilisés. Aujourd'hui opèrent principalement des Combinos.

## Les arrêts de la ligne 6 du tramway

Plan de la ligne.

|  |   |  | Station                 | Lat/Long                    | Commune   | Correspondances                              |
|  | - |  | ----------------------- | --------------------------- | --------- | -------------------------------------------- |
|  | ■ |  | Allschwil               | 47° 33′ 05″ N, 7° 32′ 13″ E | Allschwil | 31/38, 33                                    |
|  | • |  | Binningerstrasse        | 47° 33′ 08″ N, 7° 32′ 23″ E | Allschwil | 33                                           |
|  | • |  | Gartenstrasse           | 47° 33′ 10″ N, 7° 32′ 38″ E | Allschwil | 31/38, 48, 64                                |
|  | • |  | Ziegelei                | 47° 33′ 06″ N, 7° 32′ 54″ E | Allschwil | 48, 64                                       |
|  | • |  | Kirche                  | 47° 33′ 15″ N, 7° 33′ 15″ E | Allschwil | 48                                           |
|  | • |  | Merkurstrasse           | 47° 33′ 22″ N, 7° 33′ 27″ E | Allschwil |                                              |
|  | • |  | Lindenplatz             | 47° 33′ 28″ N, 7° 33′ 37″ E | Allschwil |                                              |
|  | • |  | Morgartenring           | 47° 33′ 26″ N, 7° 33′ 56″ E | Bâle      | 36                                           |
|  | • |  | Allschwilerplatz        | 47° 33′ 26″ N, 7° 34′ 15″ E | Bâle      |                                              |
|  | • |  | Brausebad               | 47° 33′ 20″ N, 7° 34′ 34″ E | Bâle      | 1 50                                         |
|  | • |  | Schützenmattstrasse     | 47° 33′ 17″ N, 7° 34′ 46″ E | Bâle      | 33, 34                                       |
|  | • |  | Holbeinstrasse          | 47° 33′ 09″ N, 7° 35′ 03″ E | Bâle      |                                              |
|  | • |  | Heuwaage                | 47° 33′ 05″ N, 7° 35′ 17″ E | Bâle      | 10 E11 16 17                                 |
|  | • |  | Theater                 | 47° 33′ 11″ N, 7° 35′ 23″ E | Bâle      | 10 E11 16 17                                 |
|  | • |  | Barfüsserplatz          | 47° 33′ 16″ N, 7° 35′ 21″ E | Bâle      | 3 8 11 14 15 16 17                           |
|  | • |  | Marktplatz              | 47° 33′ 29″ N, 7° 35′ 15″ E | Bâle      | 8 11 14 15 16 17                             |
|  | • |  | Schifflände             | 47° 33′ 35″ N, 7° 35′ 15″ E | Bâle      | 8 11 14 15 16 17 31/38, 33, 34, 36, 603, 604 |
|  | • |  | Rheingasse              | 47° 33′ 39″ N, 7° 35′ 29″ E | Bâle      | 8 14 15 17 31/38, 34                         |
|  | • |  | Claraplatz              | 47° 33′ 43″ N, 7° 35′ 38″ E | Bâle      | 8 14 15 17 31/38, 34, 55                     |
|  | • |  | Clarastrasse            | 47° 33′ 46″ N, 7° 35′ 49″ E | Bâle      | 14 15                                        |
|  | • |  | Messeplatz              | 47° 33′ 49″ N, 7° 35′ 58″ E | Bâle      | 1 2 14 15 21                                 |
|  | • |  | Gewerbeschule           | 47° 33′ 53″ N, 7° 36′ 12″ E | Bâle      | 1 2 21                                       |
|  | • |  | Badischer Bahnhof       | 47° 33′ 59″ N, 7° 36′ 27″ E | Bâle      | 1 2 21 30, 36, 55 Gare badoise S6            |
|  | • |  | Hirsbrunnen-Claraspital | 47° 34′ 03″ N, 7° 36′ 42″ E | Bâle      | 2                                            |
|  | • |  | Eglisee                 | 47° 34′ 12″ N, 7° 36′ 58″ E | Bâle      | 2                                            |
|  | • |  | Habermatten             | 47° 34′ 23″ N, 7° 37′ 46″ E | Riehen    | 2 31, 34, 35/45                              |
|  | • |  | Niederholzboden         | 47° 34′ 33″ N, 7° 38′ 06″ E | Riehen    | 2                                            |
|  | • |  | Burgstrasse             | 47° 34′ 40″ N, 7° 38′ 20″ E | Riehen    | 2                                            |
|  | • |  | Pfaffenloh              | 47° 34′ 44″ N, 7° 38′ 27″ E | Riehen    | 2                                            |
|  | • |  | Bettingerstrasse        | 47° 34′ 57″ N, 7° 38′ 48″ E | Riehen    | 2 32                                         |
|  | • |  | Riehen Dorf             | 47° 35′ 04″ N, 7° 38′ 58″ E | Riehen    | 2 32, 7301                                   |
|  | ■ |  | Fondation Beyeler       | 47° 35′ 12″ N, 7° 39′ 03″ E | Riehen    |                                              |
|  | • |  | Weilstrasse             | 47° 35′ 21″ N, 7° 39′ 07″ E | Riehen    | 3, 16, 7301                                  |
|  | • |  | Lörracherstrasse        | 47° 35′ 33″ N, 7° 39′ 13″ E | Riehen    | 16                                           |
|  | ■ |  | Riehen Grenze           | 47° 35′ 40″ N, 7° 39′ 20″ E | Riehen    |                                              |